# Nhulunbuy
Nhulunbuy är en ort i Australien. Den ligger i kommunen East Arnhem och territoriet Northern Territory, omkring 650 kilometer öster om territoriets huvudstad Darwin. Antalet invånare är 3 202.
Trakten runt Nhulunbuy är nära nog obefolkad, med mindre än två invånare per kvadratkilometer.. Det finns inga andra samhällen i närheten. 
I omgivningarna runt Nhulunbuy växer huvudsakligen savannskog. Savannklimat råder i trakten. Genomsnittlig årsnederbörd är 1 218 millimeter. Den regnigaste månaden är mars, med i genomsnitt 315 mm nederbörd, och den torraste är september, med 3 mm nederbörd.